# Linia kolejowa Wilcza – Janiw
Linia kolejowa Wilcza – Janiw – linia kolejowa na Ukrainie łącząca stację Wilcza ze stacją Janiw i z Czarnobylską Elektrownią Jądrową. Zarządzana jest przez Kolej Południowo-Zachodnią (oddział ukraińskich kolei państwowych).
Linia na całej długości jest jednotorowa i niezelektryfikowana.

## Położenie
Znajduje się w obwodzie kijowskim. Przebiega przez skażone radiologicznie obszary Strefy Wykluczenia wokół Czarnobylskiej Elektrowni Jądrowej.

## Historia
Linia powstała jako część linii Czernihów - Owrucz w latach 20. XX w. Początkowo leżała w Związku Sowieckim. Po katastrofie w Czarnobylskiej Elektrowni Jądrowej w 1986 fragment linii od położonej przy elektrowni stacji Janiw do Wilczy w stronę Owrucza został zamknięty. Po katastrofie linia została zelektryfikowana do Janiwa od wschodu (obecnie trakcja na stacji jest rozebrana). Po upadku ZSRS linia znalazła się na Ukrainie.
Po 1986 jedynie stacja Janiw była wykorzystywana na potrzeby budowy i konserwacji sarkofagu. Pozostała część linii uległa dewastacji i częściowo została rozebrana.

### Remont linii
W latach 10. XXI w. z powodu napiętej sytuacji politycznej pomiędzy Ukrainą i Rosją wystąpił problem ze składowaniem zużytego paliwa pochodzącego z ukraińskich elektrowni jądrowych, które dotychczas wywożono do Rosji. Rząd ukraiński postanowił składować je w Centralnym Magazynie Wypalonego Paliwa Jądrowego na terenie czarnobylskiej Strefy Wykluczenia. W związku z tą inwestycją w 2017 podjęto decyzję o wyremontowaniu fragmentu linii Wilcza – Janiw. Łącznie położono 5,8 km nowych torów od Janiwa do Centralnego Magazynu Wypalonego Paliwa Jądrowego. Inwestorem było Przedsiębiorstwo Państwowe Energoatom, a wykonawcą Ukrenergomontaż. Prace zakończono w 2019. Odcinek służy do transportu wypalonego paliwa jądrowego do magazynów jego składowania.
Energoatom podjął także remont pozostałej części linii, aż do Wilczy, który został zakończony latem 2021. Linia ta również ma być wykorzystywana przez składy dojeżdżające do Centralnego Magazynu Wypalonego Paliwa Jądrowego.

## Uwagi

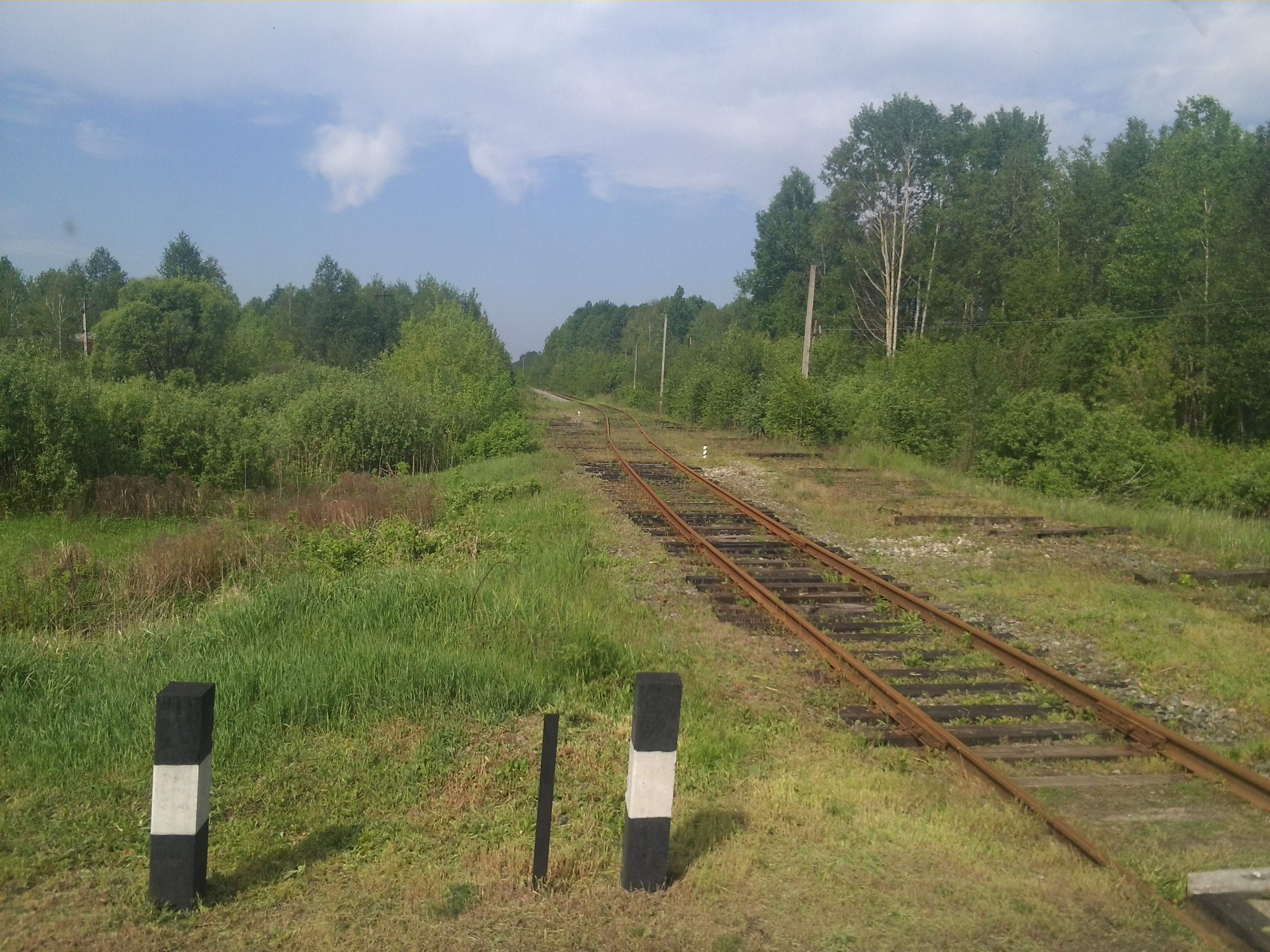
Linia w okolicy Wilczy przed remontem